# Apélatès
L’apélatès (en grec byzantin ἀπελάτης / apelátès) est dans l'Empire byzantin un soldat léger, irrégulier, stationné le long des frontières et qui complète son activité militaire par du brigandage. 
Les apélatai apparaissent sous Basile Ier, et servent de guides pour les armées byzantines et de pillards envoyés en territoire ennemi. Ils sont recrutés dans des populations étrangères (Bulgares, Arméniens) ou parmi les soldats byzantins incapables de remplir normalement leur obligation militaire. Les apélatai sont inclus dans les rôles des armées thématiques, sans qu'on sache en quoi consistait exactement leur rémunération. On les retrouve dans ce double rôle de soldat et de brigand dans l'épopée de Digénis Akritas, où ils forment l'adversaire principal du héros.